# Natuurlijke dekking

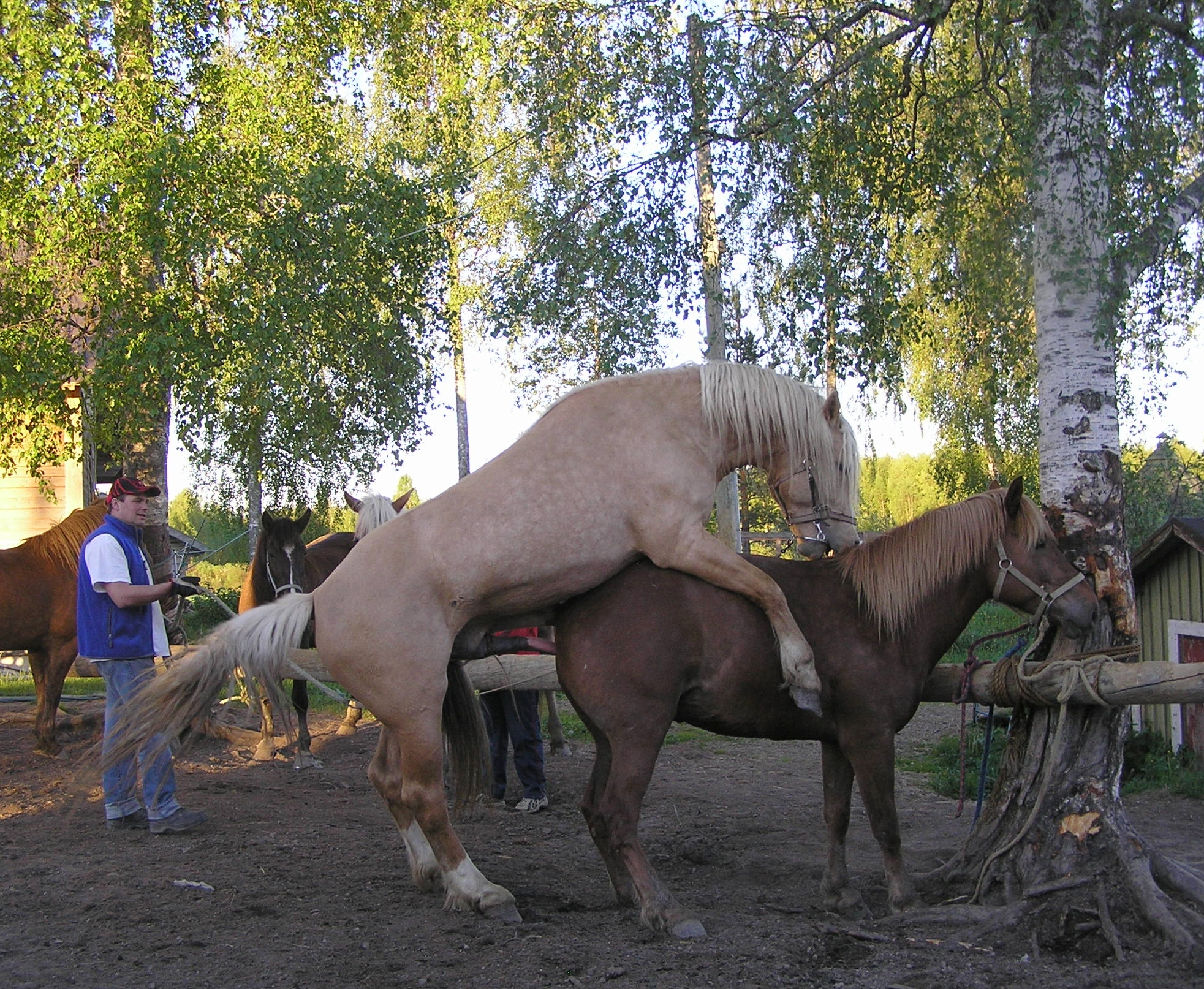
Natuurlijke dekking

Een natuurlijke dekking is een bevruchting zoals deze in de natuur plaatsvindt. Vroeger was elke dekking een natuurlijke, omdat er nog geen kunstmatige inseminatie bij dieren bestond. Met het vorderen van de wetenschap echter is een andere manier gevonden om merries drachtig te krijgen.
Engelse volbloedpaarden worden vrijwel altijd nog via natuurlijke dekking gefokt, omdat de nakomelingen anders niet op de renbaan mogen uitkomen.
De hoofdreden om geen natuurlijke dekking meer te doen was dat het voor zowel de dekhengst als de merrie gevaarlijk kan zijn. Sommige merries blijven – ondanks dat ze hengstig zijn – naar de hengst slaan, waardoor de hengst gewond kan raken. Hengsten zijn ook niet altijd even goed opgevoed om netjes met een merrie om te gaan. Als een natuurlijke dekking met een goedgekeurde hengst plaatsvindt, wordt de merrie soms gekluisterd opdat ze niet kan slaan. 
Als een hengst bij een merrie in de wei of paddock wordt gezet, zijn deze problemen vaak minder aan de orde. De merrie en hengst krijgen zo de tijd om elkaar te leren kennen, en ze 'leren elkaar manieren' waardoor de dekking uiteindelijk vriendelijker zal verlopen. Deze procedure is minder algemeen.